# Чемпионат России по дзюдо 2008
Чемпионат России по дзюдо 2008 года — 17-й чемпионат России по дзюдо проходил в Волгограде с 6 по 9 ноября.

## Медалисты

### Мужчины
| Категория                   | Золото                                       | Серебро                             | Бронза                                                                   |
| --------------------------- | -------------------------------------------- | ----------------------------------- | ------------------------------------------------------------------------ |
| Наилегчайший вес (до 60 кг) | Беслан Мудранов Кабардино-Балкария           | Иван Мартынов Москва                | Евгений Кудяков Санкт-Петербург Роберт Мшвидобадзе Мордовия              |
| Полулёгкий вес (до 66 кг)   | Михаил Пуляев Рязанская область              | Дмитрий Клецков Москва              | Муса Могушков Ингушетия Александр Матайс Красноярский край               |
| Лёгкий вес (до 73 кг)       | Азамат Сидаков Карачаево-Черкесия            | Батраз Кайтмазов РСО-Алания, Москва | Магомед Джафаров Дагестан Юрий Омадзе Московская область                 |
| Полусредний вес (до 81 кг)  | Сиражудин Магомедов Дагестан                 | Мурат Шадов Кабардино-Балкария      | Михаил Казыдуб Санкт-Петербург Сергей Козель Москва                      |
| Средний вес (до 90 кг)      | Мурат Гасиев РСО-Алания                      | Кирилл Денисов Челябинск            | Виктор Семёнов Санкт-Петербург Самир Гучапшев Кабардино-Балкария         |
| Полутяжёлый вес (до 100 кг) | Асхаб Костоев Ингушетия, Челябинская область | Магомед Магомедов Дагестан          | Артур Хурсинов Кабардино-Балкария Дмитрий Кабанов Москва                 |
| Тяжёлый вес (свыше 100 кг)  | Александр Михайлин Москва                    | Олег Хорпяков Москва                | Константин Ратько Владимирская область Максим Брянов Челябинская область |
| Абсолютный вес              | Александр Михайлин Москва                    | Давид Битиев РСО-Алания             | Владимир Галкин Волгоградская область Тагир Хайбулаев Самарская область  |

### Женщины
| Категория                   | Золото                                    | Серебро                                                   | Бронза                                                                              |
| --------------------------- | ----------------------------------------- | --------------------------------------------------------- | ----------------------------------------------------------------------------------- |
| Наилегчайший вес (до 48 кг) | Людмила Богданова Санкт-Петербург         | Наталья Кондратьева Самарская область, Московская область | Наталья Самойлова Пензенская область Елена Галкина Кемеровская область              |
| Полулёгкий вес (до 52 кг)   | Наталья Кузютина Брянская область         | Екатерина Белова Санкт-Петербург                          | Пари Суракатова Дагестан Анна Харитонова Москва                                     |
| Лёгкий вес (до 57 кг)       | Юлия Рыжова Москва, Тверская область      | Татьяна Ракшня Омская область                             | Ирина Заблудина Самарская область, Московская область Ирина Биндер Пермская область |
| Полусредний вес (до 63 кг)  | Алина Пухова Челябинская область          | Вера Коваль Смоленская область                            | Ирина Громова Алтайский край Юлия Семёнова Калужская область                        |
| Средний вес (до 70 кг)      | Маргарита Гурциева Северная Осетия        | Екатерина Денисенкова Брянская область                    | Ольга Почкина Краснодарский край Анна Щербакова Бурятия                             |
| Полутяжёлый вес (до 78 кг)  | Наталья Казанцева ХМАО, Тюменская область | Евгения Скворцова Москва                                  | Алёна Качоровская Волгоградская область Анастасия Дмитриева Москва                  |
| Тяжёлый вес (свыше 78 кг)   | Елена Иващенко Омская область             | Наталья Соколова Красноярский край                        | Анаид Мхитарян ХМАО, Тюменская область Полина Белоусова Краснодарский край          |
| Абсолютный вес              | Елена Иващенко Омская область             | Галина Федосеева Алтайский край                           | Марина Диброва Чувашия Флора Мхитарян Тюменская область, ХМАО                       |